# Shea Weber
Pour les articles homonymes, voir Weber.
Temple de la renommée : 2024
Shea  Weber (né le 14 août 1985 à Sicamous, province de la Colombie-Britannique) est un joueur professionnel canadien de hockey sur glace. Il évolue au poste de défenseur. Il est un joueur des Predators de Nashville et Canadiens de Montréal.

## Biographie
Il commence sa carrière en junior avec les Eagles de Sicamous en 2001. Les Eagles décrochent cette saison-là la ligue de hockey junior du Kootenay, la Coupe Cyclone Taylor du vainqueur du championnat junior B de la Colombie-Britannique puis la Coupe Keystone décernée au vainqueur du championnat junior B de l'Ouest canadien. Cependant Weber ne participe pas à la fin saison puisqu'il rejoint en février les Rockets de Kelowna dans la Ligue de hockey de l'Ouest disputant cinq parties de saison régulière. Les Rockets remportent la Coupe du Président remise au vainqueur des séries de la ligue en 2003 et 2005. Il est choisi en 2003 au cours du repêchage d'entrée dans la Ligue nationale de hockey par les Predators de Nashville au 2e tour, en 49e position.
Il commence sa carrière professionnelle en 2005 dans le club-école des Predators aux Admirals de Milwaukee dans la Ligue américaine de hockey. Depuis 2005, il débute dans la LNH avec la franchise de Nashville. Il représente l'Équipe du Canada au niveau international. Il est champion du championnat du monde 2007 et olympique en 2010.
Le 3 août 2011, il signe un contrat d'un an avec les Predators d'un montant de 7,5 millions de dollars en arbitrage. 
Lors de l'intersaison 2012, le 19 juillet, Weber signe une offre hostile (offer sheet) avec les Flyers de Philadelphie pour un contrat de 14 ans et 110 millions de dollars. Les Predators, qui viennent de perdre Ryan Suter devenu agent libre, se mettent à niveau du contrat proposé à Weber cinq jours plus tard. Le contrat de Weber est le troisième plus long contrat de l'histoire de la LNH, après les contrats de 15 ans signés par Rick DiPietro des Islanders de New York et Ilia Kovaltchouk des Devils du New Jersey.
Au cours de la saison 2013-2014, il est le meneur parmi les défenseurs pour le plus grand nombre de buts marqués avec 23 réalisations.
Weber est nommé à trois reprises pour remporter le trophée James-Norris (remis au meilleur défenseur de la LNH) sans toutefois remporter cet honneur.
Le 29 juin 2016, il est échangé aux Canadiens de Montréal contre Pernell Karl Subban. Le 1er octobre 2018, il devient le 30e capitaine des Canadiens de Montréal. Le 2 février 2021, il participe à sa 1000e partie dans la Ligue nationale de hockey au Centre Bell lors d'un match contre les Canucks de Vancouver.
Le 16 juin 2022, il est échangé aux Golden Knights de Vegas contre Ievgueni Dadonov.

## Statistiques

### En club
| Saison     | Équipe                 | Ligue      |       | Saison régulière | Saison régulière | Saison régulière | Saison régulière | Saison régulière |    | Séries éliminatoires | Séries éliminatoires | Séries éliminatoires | Séries éliminatoires | Séries éliminatoires |
| Saison     | Équipe                 | Ligue      | PJ    | B                | A                | Pts              | Pun              | PJ               | B  | A                    | Pts                  | Pun                  |                      |                      |
| 2001-2002  | Eagles de Sicamous     | KIJHL      | 47    | 9                | 33               | 42               | 87               | -                | -  | -                    | -                    | -                    |                      |                      |
| 2001-2002  | Rockets de Kelowna     | LHOu       | 5     | 0                | 0                | 0                | 0                | -                | -  | -                    | -                    | -                    |                      |                      |
| 2002-2003  | Rockets de Kelowna     | LHOu       | 60    | 12               | 20               | 32               | 126              | 19               | 1  | 4                    | 5                    | 26                   |                      |                      |
| 2003-2004  | Rockets de Kelowna     | LHOu       | 55    | 12               | 29               | 41               | 95               | 17               | 3  | 14                   | 17                   | 16                   |                      |                      |
| 2004-2005  | Rockets de Kelowna     | LHOu       | 55    | 12               | 29               | 41               | 95               | 18               | 9  | 8                    | 17                   | 25                   |                      |                      |
| 2005-2006  | Admirals de Milwaukee  | LAH        | 46    | 12               | 15               | 27               | 49               | 14               | 6  | 5                    | 11                   | 16                   |                      |                      |
| 2005-2006  | Predators de Nashville | LNH        | 28    | 2                | 8                | 10               | 42               | 4                | 2  | 0                    | 2                    | 8                    |                      |                      |
| 2006-2007  | Predators de Nashville | LNH        | 79    | 17               | 23               | 40               | 60               | 5                | 0  | 3                    | 3                    | 2                    |                      |                      |
| 2007-2008  | Predators de Nashville | LNH        | 54    | 6                | 14               | 20               | 49               | 6                | 1  | 3                    | 4                    | 6                    |                      |                      |
| 2008-2009  | Predators de Nashville | LNH        | 81    | 23               | 30               | 53               | 80               | -                | -  | -                    | -                    | -                    |                      |                      |
| 2009-2010  | Predators de Nashville | LNH        | 78    | 16               | 27               | 43               | 36               | 6                | 2  | 1                    | 3                    | 4                    |                      |                      |
| 2010-2011  | Predators de Nashville | LNH        | 82    | 16               | 32               | 48               | 56               | 12               | 3  | 2                    | 5                    | 8                    |                      |                      |
| 2011-2012  | Predators de Nashville | LNH        | 78    | 19               | 30               | 49               | 46               | 10               | 2  | 1                    | 3                    | 9                    |                      |                      |
| 2012-2013  | Predators de Nashville | LNH        | 48    | 9                | 19               | 28               | 48               | -                | -  | -                    | -                    | -                    |                      |                      |
| 2013-2014  | Predators de Nashville | LNH        | 79    | 23               | 33               | 56               | 52               | -                | -  | -                    | -                    | -                    |                      |                      |
| 2014-2015  | Predators de Nashville | LNH        | 78    | 15               | 30               | 45               | 72               | 2                | 0  | 1                    | 1                    | 2                    |                      |                      |
| 2015-2016  | Predators de Nashville | LNH        | 78    | 20               | 31               | 51               | 27               | 14               | 3  | 4                    | 7                    | 18                   |                      |                      |
| 2016-2017  | Canadiens de Montréal  | LNH        | 78    | 17               | 25               | 42               | 38               | 6                | 1  | 2                    | 3                    | 5                    |                      |                      |
| 2017-2018  | Canadiens de Montréal  | LNH        | 26    | 6                | 10               | 16               | 14               | -                | -  | -                    | -                    | -                    |                      |                      |
| 2018-2019  | Canadiens de Montréal  | LNH        | 58    | 14               | 19               | 33               | 28               | -                | -  | -                    | -                    | -                    |                      |                      |
| 2019-2020  | Canadiens de Montréal  | LNH        | 65    | 15               | 21               | 36               | 33               | 10               | 3  | 2                    | 5                    | 16                   |                      |                      |
| 2020-2021  | Canadiens de Montréal  | LNH        | 48    | 6                | 13               | 19               | 33               | 22               | 1  | 5                    | 6                    | 28                   |                      |                      |
| Totaux LNH | Totaux LNH             | Totaux LNH | 1 038 | 224              | 365              | 589              | 714              | 97               | 18 | 24                   | 42                   | 106                  |                      |                      |

### En équipe nationale
| Année | Équipe     | Compétition                 |   | PJ | B | A  | Pts | Pun | +/-               |  | Résultat |
| 2005  | Canada U20 | Championnat du monde junior | 6 | 0  | 0 | 0  | 10  | +10 | Médaille d'or     |  |          |
| 2007  | Canada     | Championnat du monde        | 6 | 1  | 1 | 2  | 31  | +2  | Médaille d'or     |  |          |
| 2009  | Canada     | Championnat du monde        | 9 | 4  | 8 | 12 | 6   | +5  | Médaille d'argent |  |          |
| 2010  | Canada     | Jeux olympiques             | 7 | 2  | 4 | 6  | 2   | +4  | Médaille d'or     |  |          |
| 2014  | Canada     | Jeux olympiques             | 6 | 3  | 3 | 6  | 0   | +5  | Médaille d'or     |  |          |
| 2016  | Canada     | Coupe du monde              | 5 | 0  | 0 | 0  | 0   | +3  | Vainqueur         |  |          |

## Récompenses

### Ligue de hockey de l'Ouest (2004-2005)
- sélectionné dans la deuxième équipe d'étoiles de l'association de l'Est
- sélectionné dans la première équipe d'étoiles de l'association de l'Est
- meilleur joueur des séries éliminatoires

### Coupe Memorial
- 2004 : sélectionné dans l'équipe d'étoiles

### Ligue canadienne de hockey
- 2005 : sélectionné dans la deuxième équipe d'étoiles

### Ligue nationale de hockey
- 2007 : participe au Match des Jeunes Étoiles de la LNH
- 2009 : participe au 57e Match des étoiles de la LNH (1)
- 2011 : 
  - participe au 58e Match des étoiles de la LNH (2)
  - sélectionné dans la première équipe d'étoiles
- 2012 : 
  - participe au 59e Match des étoiles de la LNH (3)
  - sélectionné dans la première équipe d'étoiles
- 2014 : sélectionné dans la deuxième équipe d'étoiles
- 2015 : 
  - participe au 60e Match des étoiles de la LNH (4)
  - sélectionné dans la deuxième équipe d'étoiles
- 2016 :
  - participe au 61e Match des étoiles de la LNH (5)
  - remporte le trophée Mark-Messier

### Championnat du monde 2009
- meilleur passeur chez les défenseurs
- meilleur pointeur chez les défenseurs
- désigné comme l'un des trois meilleurs joueurs du Canada par son entraîneur avec Martin St-Louis et Dany Heatley
- meilleur défenseur
- sélectionné dans l'équipe d'étoiles